# 정창수 (1963년)
정창수(鄭昌洙, 1963년 5월 14일 ~ )은 대한민국의 제5·6·7·9대 강원도 양구군의원이다. 강원도 양구군 동면 임당리 죽포동 출신이다.

## 학력
- 임당국민학교 38회 졸업
- 대암중학교 6회 졸업
- 양구고등학교 24회 졸업
- 1990 강원대학교 인문사회대학 사회학과 졸업

## 경력
- 양구군 주민연대 설립위원
- 양구군 나무사랑회 설립위원
- 양구군 산림조합 이사
- 봉화정씨 부정공파 종친회 총무
- 산양을 사랑하는 사람들의 모임 회장
- 사단법인 한국산양사향노루종보존회장
- 2006.07 ~ 2010.06 제5대 강원도 양구군의회 의원
- 2006.07 ~ 2008.07 제5대 강원도 양구군의회 전반기 예산결산특별위원회 위원
- 2008.07 ~ 2010.06 제5대 강원도 양구군의회 후반기 예산결산특별위원회 위원
- 환경부 지정 서식지외 보전기관 협의회장
- 민주당 강원도당 지역정책 전문위원
- 양구군 아동급식위원회 위원
- 양구군 보육정책위원회 위원
- 양구군 노인복지기금위원회 위원
- 양구군 공직자 윤리위원회 부위원장
- 양구군 양록장학회 위원
- 양구군 교육발전위원회 위원
- 강원대학교 총동창회 상임이사
- 제17대 대통령 선거 대통합민주신당 양구군 선거연락소장
- 제17대 대통령 선거 대통합민주신당 양구군 정당사무소장
- 제18대 총선 민주당 양구군 선거연락소장
- 제18대 총선 민주당 양구군 정당사무소장
- 산양을 사랑하는 사람들의 모임 회장
- 2010.07 ~ 2014.06 제6대 강원도 양구군의회 의원
- 2010.07 ~ 2012.07 제6대 강원도 양구군의회 전반기 예산결산특별위원회 위원
- 2012.07 ~ 2014.06 제6대 강원도 양구군의회 후반기 의장
- 강원도 시·군의장협의회 부회장
- 2014.07 ~ 2018.06 제7대 강원도 양구군의회 의원
- 2014.07 ~ 2016.07 제7대 강원도 양구군의회 전반기 예산결산특별위원회 위원
- 2016.07 ~ 2018.06 제7대 강원도 양구군의회 후반기 예산결산특별위원회 위원
- 임당초등학교 개교 100주년 기념 사업회장
- 2024.04 ~ 제9대 강원특별자치도 양구군의회 의원
- 2024.04 ~ 2024.07 제9대 강원특별자치도 양구군의회 전반기 예산결산특별위원회 위원
- 더불어민주당 복당
- 2024.07 ~ 제9대 강원특별자치도 양구군의회 후반기 의장

## 수상
- 2000년 환경부 장관 표창장
- 2000년 국제로타리3730지구 양구돌샘로타리클럽 공로패
- 2001년 양구군산립조합장 감사패
- 2001년 대양중학교 총동문회장 감사패
- 2002년 문화재청장 표창장
- 2003년 봉화정씨 부정공파 종친회장 공로패
- 2003년 환경부장관 표창장
- 2004년 양구군수 표창장

## 역대 선거 결과
|  | 8.64% |

|  | 12.47% |

|  | 13.32% |

|  | 16.73% |

|  | 31.30% |